# Condado de Republic
El condado de Republic (en inglés: Republic County), fundado en 1860, es uno de 105 condados del estado estadounidense de Kansas. En el año 2005, el condado tenía una población de 5,164 habitantes y una densidad poblacional de 2.8 personas por km². La sede del condado es Belleville. El condado recibe su nombre en honor al río Republic. 

## Geografía
Según la Oficina del Censo, el condado tiene un área total de 1866 km² (720,5 mi²), de la cual 1855 km² (716,2 mi²) es tierra y 10 km² (3,861003861004 mi²) (0.55%) es agua.

### Condados adyacentes
- Condado de Thayer, Nebraska (norte)
- Condado de Jefferson, Nebraska (noreste)
- Condado de Washington (este)
- Condado de Cloud (sur)
- Condado de Jewell (oeste)
- Condado de Nuckolls, Nebraska

## Demografía
Según la Oficina del Censo en 2000, los ingresos medios por hogar en el condado eran de $30,494, y los ingresos medios por familia eran $39,215. Los hombres tenían unos ingresos medios de $25,260 frente a los $17,274 para las mujeres. La renta per cápita para el condado era de $17,433. Alrededor del 9.10% de la población estaban por debajo del umbral de pobreza.

## Transporte

### Autopistas principales
- U.S. Route 81
- Ruta Estatal de Kansas 22
- Ruta Estatal de Kansas 28
- Ruta Estatal de Kansas 139
- Ruta Estatal de Kansas 148
- Ruta Estatal de Kansas 199
- Ruta Estatal de Kansas 266

## Localidades
Población estimada en 2004;
- Belleville, 1,984 (sede)
- Scandia, 380
- Courtland, 295
- Cuba, 210
- Republic, 146
- Munden, 111
- Narka, 84
- Agenda, 73

### Áreas no incorporadas
- Kackley
- Norway
- Talmo
- Wayne

### Municipios
El condado de Republic está dividido entre 20 municipios. El condado tiene a Belleville como una ciudad independiente a nivel de gobierno, y todos los datos de población para el censo e las ciudades son incluidas en el municipio.

## Educación

### Distritos escolares
- Pike Valley USD 426
- Republic County USD 109